# Baskervilla paranaensis
Baskervilla paranaensis är en orkidéart som först beskrevs av Friedrich Fritz Wilhelm Ludwig Kraenzlin, och fick sitt nu gällande namn av Rudolf Schlechter. Baskervilla paranaensis ingår i släktet Baskervilla och familjen orkidéer. Inga underarter finns listade i Catalogue of Life.